# Spray répulsif
Pour les articles homonymes, voir Spray (homonymie).
Les sprays répulsifs sont des substances que l’on applique sur la peau exposée ou sur les vêtements afin d’éviter un contact avec les moustiques ou d'autres insectes.

## Composition
Certains de ces sprays sont composés d’extraits naturels, comme la citronnelle ou le géranium. D’autres sont composés de substances synthétiques, beaucoup plus efficaces. Ces répulsifs contiennent un principe actif qui éloigne les insectes sans toutefois les tuer. Il peut s’agir du EHD (efficace à une concentration de 30 à 50 %), du DEET (à 35-50 %) ou du DMP (à 40 %). Toxiques (surtout pour les plus efficaces), ils peuvent représenter un danger pour l’homme, dans le cas d’une utilisation trop répétée, par exemple. D’ailleurs, les répulsifs cutanés sont contre-indiqués pour les nourrissons de moins de trois mois et les femmes enceintes. Mieux vaut donc demander l’avis d’un pharmacien pour l’achat de ce type de produit.

## Application
Le répulsif doit être appliqué sur le cou, les poignets et les chevilles en évitant de toucher les muqueuses (le nez et les yeux). Une fois sur la peau, il peut rester efficace de 15 minutes à 8 heures, en fonction d’un certain nombre de facteurs comme le climat, le taux d’humidité ou la formulation du produit. En général, il est conseillé de renouveler l’application cutanée du produit toutes les 8 heures. Enfin, appliqué sur des vêtements, le répulsif reste plus longtemps efficace.